# Economía de Dinamarca
La economía de Dinamarca depende de la importación de materias primas de mercados foráneos. Dentro de la Unión Europea, Dinamarca aboga por una política comercial liberal. Su nivel de vida es uno de los más altos del mundo y destina un 1 % del PIB a la ayuda extranjera. Dinamarca es autosuficiente en energía. Exporta principalmente maquinaria, instrumentos y productos alimenticios. 
Desde 1982, un gobierno de centro derecha empezó a corregir la fuerte presión fiscal, la inflación y el déficit de la balanza de pagos, pero perdió el poder en 1993 con la llegada al gobierno de una coalición socialdemócrata liderada por Poul Nyrup Rasmussen, que gobernó hasta 1998. El gobierno de Rasmussen consiguió recortar la tasa de desempleo del 12,4% (1993-enero de 1994: 13,8 % (386 186 personas)) hasta el 7 %. El crecimiento anual actual es del 2-3 %. En noviembre de 2001 ganó las elecciones un nuevo gobierno de centro derecha que ha mantenido la tasa de impuestos e incrementado la eficacia la administración.
Los daneses están orgullosos por el alto nivel de desarrollo alcanzado en sus políticas de sanidad pública, que garantizan a todos los daneses atención sanitaria. Sin embargo, en los últimos 20 años el sistema ha empezado a mostrar problemas. El sistema de asistencia sanitaria y el de atención a las personas mayores son los que presentan más problemas y la necesidad de reformarlos empieza a ser discutida. Más de una cuarta parte de la población danesa trabaja en el sector público.

## Groenlandia y las Islas Feroe
Groenlandia tuvo un crecimiento positivo de la economía a principios de los años 90 pero desde 1993 la economía ha mejorado. Una estricta política fiscal aplicada por el gobierno de Groenlandia a partir de 1980 ha ayudado a conseguir una tasa de inflación baja y beneficios en el presupuesto público, a cambio de aumentar las deudas. Desde 1990, Groenlandia presenta una balanza comercial negativa.
Después de que se cerrara la última mina de cinc en 1989, la economía de Groenlandia depende únicamente de la industria de la pesca y de las ayudas del gobierno danés. La pesca de gambas es, de largo, la que mayor beneficios produce después del descenso de la del bacalao. El turismo es el único sector con un buen potencial a corto plazo, aunque está limitado por el elevado coste y las limitaciones de temporada. 
Las Islas Feroe dependen también por completo de la pesca y sus exportaciones. Sin las ayudas del gobierno danés de 1992 y 1993, la economía de las islas habría entrado en bancarrota. Desde 1995, la economía de las Feroe ha empezado a remontar pero sigue siendo muy vulnerable. El hallazgo de algunos depósitos de petróleo cercanos a las islas han creado nuevas expectativas de crecimiento que pueden ser la base de un remonte en la economía de la zona.

## Descripción de la economía

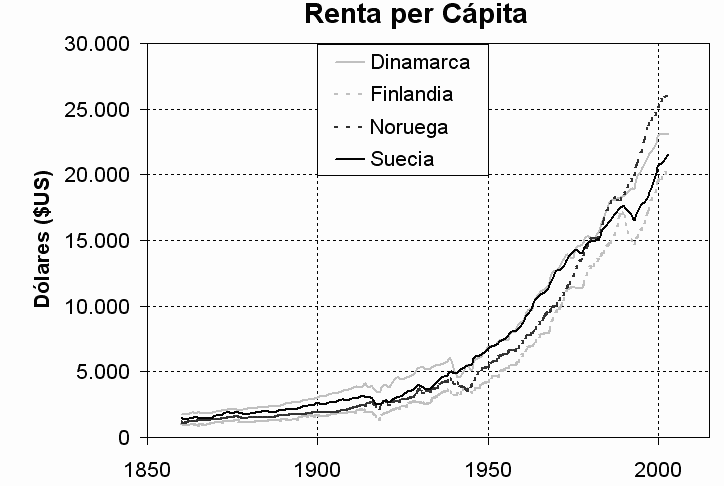
Comparación del PIB per cápita nominal de Dinamarca, Finlandia, Noruega y Suecia, desde 1850.

La moderna economía de mercado ha generado una agricultura de alta tecnología, industrias a escala reducida, un estado del bienestar con amplias medidas por parte del gobierno, estándares de vida elevados y una alta dependencia del mercado extranjero. Dinamarca es un exportador neto de alimentos. El gobierno actual (2005) intenta reducir el desempleo y el déficit del presupuesto así como mantener una baja inflación, una balanza comercial positiva y estabilidad en la moneda danesa, la corona. Dinamarca decidió no unirse al resto de los países de la Unión Europea que adoptaron el euro como moneda única.

## Datos económicos
PIB por sectores (datos del 2006)
- Agricultura: 1,4 %
- Industria: 24,6 %
- Servicios: 74 %

Tasa de inflación (datos de 2006): 1,8 %
Ocupación por sectores (datos del 2004)
- Servicios: 76 %
- Industria: 21 %
- Agricultura: 3 %

Tasa de desempleo (2008): 2,1 % (diciembre de 2008) (57 900). (2007): 2,2 % (59 600) (diciembre de 2007) (Eurostat: 2,9 %) (agosto de 2008)
Industrias: proceso de alimentos, maquinaria y equipos, textiles y ropa, productos químicos, electrónicos, construcción, muebles y otros productos de la madera, astilleros y aerogeneradores.
Crecimiento de la producción industrial (2003): 0,3 %

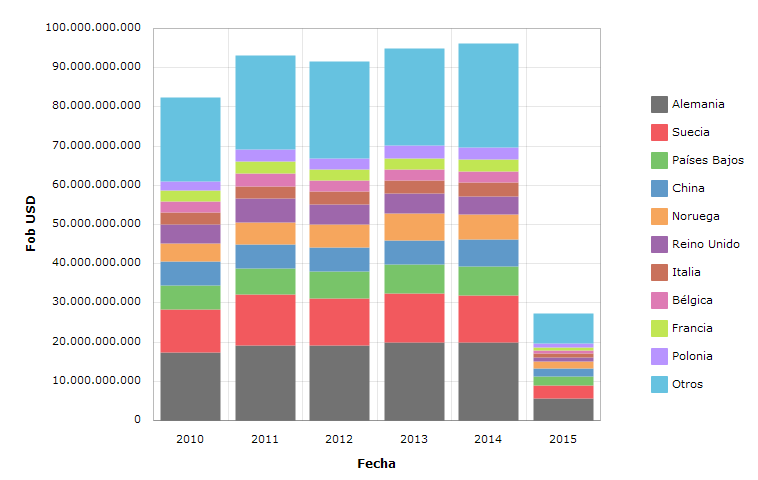
Importaciones de Dinamarca del periodo 2010-hasta abril de 2015.
Fuente

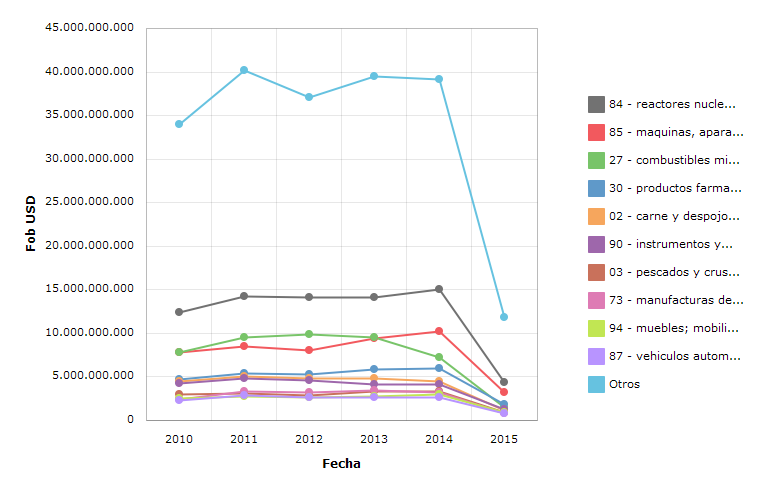
Exportaciones de Dinamarca del periodo 2010-hasta abril de 2015.
Fuente

Moneda: 1 Corona danesa = 100 øre

## Comercio exterior

### Importaciones
Se presentan a continuación las mercancías de mayor peso en las importaciones de Dinamarca para el período 2010-hasta abril de 2015. Las cifras están expresadas en dólares estadounidenses valor FOB.
| Fecha Mercadería por capítulo arancelario | 2010           | 2011           | 2012           | 2013           | 2014           | enero-abril de 2015 |
| --- | -------------- | -------------- | -------------- | -------------- | -------------- | ------------------- |
| 84 - calderas, máquinas, aparatos y artefactos mecánicos; partes de estas máquinas o aparatos | 10.273.590.142 | 11.581.365.403 | 11.487.330.764 | 11.891.967.296 | 12.037.0734    | 3.369.789.935       |
| 85 - máquinas, aparatos y material eléctrico, y sus partes | 8.360.830.473  | 9.279.615.802  | 9.260.352.990  | 9.223.886.436  | 9.031.094.106  | 2.551.649.059       |
| 27 - combustibles minerales, aceites minerales y productos de su destilación; materias bituminosas; ceras minerales                                                                                  | 5.664.251.596  | 7.788.057.819  | 8.798.832.702  | 9.682.804.923  | 7.957.643.023  | 1.603.395.727       |
| 87 - vehículos automóviles, tractores, velocípedos y demás vehículos terrestres, sus partes y accesorios                                                                                             | 5.278.130.895  | 6.671.469.586  | 5.861.710.694  | 6.319.443.956  | 6.764.642.163  | 2.014.398.334       |
| 39 - plásticos y sus derivados | 3.581.899.439  | 4.083.488.181  | 3.965.041.553  | 4.283.231.469  | 4.325.501.037  | 1.217.731.399       |
| 30 - productos farmacéuticos | 3.745.661.306  | 3.682.174.390  | 3.530.240.885  | 3.885.385.595  | 4.262.898.760  | 1.118.605.109       |
| 90 - instrumentos y aparatos de óptica, fotografía o cinematografía, de medida, control o precisión; instrumentos y aparatos medicoquirurgicos; partes y accesorios de estos instrumentos o aparatos | 2.623.818.737  | 2.899.625.603  | 2.813.444.083  | 2.690.330.350  | 2.666.510.615  | 768.232.159         |
| 73 - manufacturas de fundición, hierro o acero | 2.291.290.930  | 2.778.075.806  | 2.955.171.960  | 2.693.866.645  | 2.665.858.153  | 772.601.279         |
| 03 - pescados y crustáceos, moluscos y demás invertebrados acuáticos | 2.257.572.240  | 2.290.266.614  | 2.140.356.794  | 2.536.324.832  | 2.681.916.930  | 694.182.363         |
| 72 - hierro y acero de fundición | 1.938.250.660  | 2.642.346.767  | 2.179.020.022  | 2.154.073.304  | 2.148.910.841  | 591.364.249         |
| Demás capítulos | 36.507.864.171 | 39.482.174.004 | 38.523.416.074 | 39.648.595.713 | 41.668.712.551 | 12.507.574.333      |
| Total | 82.523.160.589 | 93.178.659.974 | 91.514.918.522 | 95.009.910.518 | 96.210.759.385 | 27.209.523.946      |

### Exportaciones
Se presentan a continuación los principales socios comerciales de Dinamarca para el periodo 2010-hasta abril de 2015. La mayoría de sus importadores están en Europa salvo Estados Unidos y China. Las cifras expresadas son en dólares estadounidenses valor FOB.
| Fecha País importador | 2010           | 2011           | 2012           | 2013           | 2014           | enero-abril de 2015 |
| --------------------- | -------------- | -------------- | -------------- | -------------- | -------------- | ------------------- |
| Alemania              | 14.646.453.435 | 16.570.767.680 | 15.419.681.482 | 17.497.024.571 | 18.536.516.869 | 5.683.030.212       |
| Suecia                | 12.106.197.211 | 13.487.703.469 | 13.423.366.642 | 13.098.815.365 | 12.474.255.250 | 3.356.234.207       |
| Reino Unido           | 6.894.350.749  | 9.835.146.688  | 9.473.975.683  | 8.976.524.803  | 8.036.752.102  | 1.886.123.016       |
| Noruega               | 5.451.766.700  | 6.370.107.137  | 6.616.177.310  | 6.954.691.572  | 7.053.344.479  | 1.923.476.658       |
| Estados Unidos        | 4.717.638.402  | 5.239.950.950  | 5.174.098.259  | 4.919.869.478  | 5.015.521.650  | 1.733.000.166       |
| Países Bajos          | 4.129.877.045  | 4.852.077.565  | 4.506.930.672  | 4.769.299.349  | 4.360.775.577  | 1.371.203.653       |
| Francia               | 4.002.576.514  | 4.268.705.893  | 3.504.629.426  | 3.618.455.535  | 3.865.289.378  | 1.053.266.643       |
| China                 | 2.067.125.219  | 2.393.424.981  | 2.517.305.317  | 2.872.919.166  | 3.119.576.973  | 1.000.816.415       |
| Finlandia             | 2.185.677.160  | 2.470.248.786  | 2.389.123.629  | 3.081.546.761  | 2.890.194.221  | 883.360.388         |
| Italia                | 2.560.637.312  | 2.976.814.926  | 2.570.619.238  | 2.491.201.215  | 2.430.819.225  | 760.029.071         |
| Resto del mundo       | 26.734.226.144 | 31.486.196.237 | 29.584.674.864 | 31.383.911.628 | 30.691.032.235 | 8.880.210.581       |
| Total                 | 85.496.525.890 | 99.951.144.312 | 95.180.582.522 | 99.664.259.443 | 98.474.077.959 | 28.530.751.009      |

## Medios de comunicación
- Semanarios: Se og Hoer, diarios BT y Ekstra Bladet.
- Periódicos: Politiken, Berlingske Tidende, Information y Jyllandsposten.

## Principales empresas
- A.P. Møller-Mærsk
- ISS A/S
- LEGO
- Nordea
- Vestas
- Carlsberg